# Egil Tunnadolg

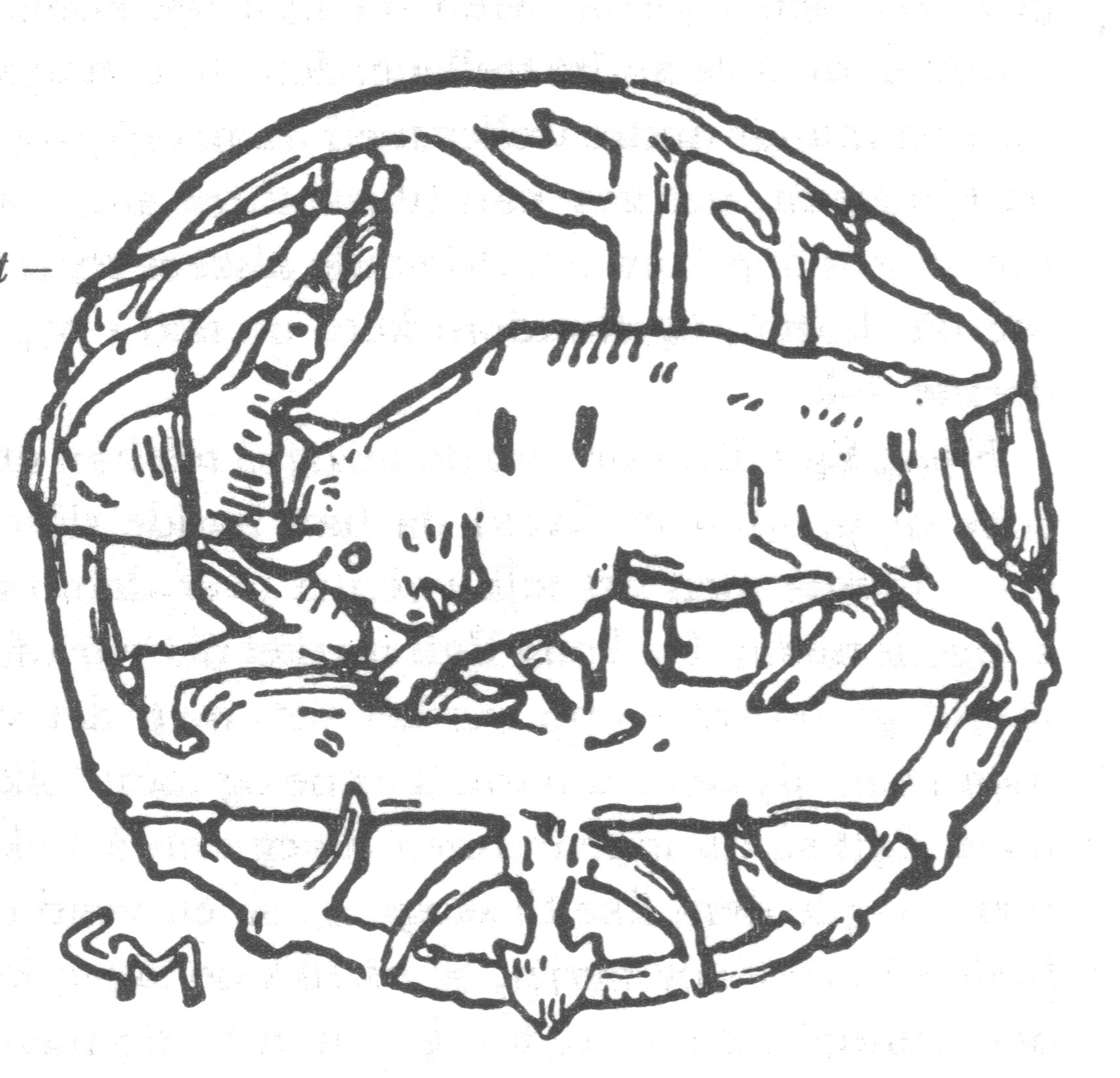
Egil dödas av tjuren, såsom Gerhard Munthe föreställde sig det på 1890-talet.

Egil Tunnadolg (även Angantyr) var enligt Heimskringla en sveakung av Ynglingaätten. Han omnämns även i Historia Norvegiæ, men har där tillnamnet Egil Vendelkråka.
Enligt Snorre Sturlasson var Egil son till Ane och liksom denne ingen krigisk kung. Hans fars skattväktare trälen Tunne gjorde uppror genom att köpa sig krigare med skatter han gömt undan. Efter åtta slag tvingas Egil fly till kung Frode av Danmark. Han ger Egil en här för att besegra Tunne mot att Egil betalar honom skatt. Egil vinner visserligen, men istället för att betala skatt skickar han varje halvår stora gåvor till danerna, och vänskapen består. Egil ska ha blivit dödad av en folkilsken tjur under en jakt, och efterträtts av sin son Ottar Vendelkråka.
I egenskap av far till Ottar Vendelkråka har han i äldre historieforskning identifierats med Ongentheow (Angantyr) i det engelska eposet Beowulf. I Ynglingatal benämns Egil dessutom med tillnamnet Týs öttungr vilket anses vara en omtolkning av ett äldre Angan Týs. I Beowulf berättas att Ongentheows hustru blev tillfångatagen av den geatiske kungen Haethcyn (Håkan) som vedergällning för att Ongentheows söner Onela och Ohthere hade härjat i Geatland. Ongentheow hann dock upp Haethcyn och omringade geaterna. Dessa får emellertid bistånd i sista stund då Ongentheows broder Hygelac kommer med hjälptrupper, varvid svearna besegras och Ongentheow dödas.